# Amphiura deichmanni
Amphiura deichmanni är en ormstjärneart som beskrevs av Tommasi 1965. Amphiura deichmanni ingår i släktet Amphiura och familjen trådormstjärnor. Inga underarter finns listade i Catalogue of Life.